# Camptacra
Camptacra là một chi thực vật có hoa trong họ Cúc (Asteraceae).

## Loài
Chi Camptacra gồm các loài: